# Underwater (film)
Underwater is een Amerikaanse sciencefiction-thrillerfilm uit 2020 onder regie van William Eubank. De film is geschreven door Brian Duffield en Adam Cozad en de hoofdrollen worden vertolkt door Kristen Stewart, Vincent Cassel, Jessica Henwick, John Gallagher Jr., Mamoudou Athie en T.J. Miller.
De film werd op 10 januari 2020 door 20th Century Fox uitgebracht in de Verenigde Staten.

## Verhaal
Een groep diepzee-onderzoekers krijgt te maken met een aardbeving en moet binnen een aanzienlijk korte tijd de onderzeeër verlaten om zo te kunnen overleven.

## Rolverdeling
| Acteur             | Personage   |
| ------------------ | ----------- |
| Kristen Stewart    | Norah Price |
| Vincent Cassel     | Captain     |
| Jessica Henwick    | Emily       |
| T.J. Miller        | Paul        |
| Gunner Wright      | Lee         |
| John Gallagher Jr. | Liam Smith  |
| Mamoudou Athie     | Rodrigo     |

## Productie
Op 22 februari 2017 raakte bekend dat Kristen Stewart de hoofdrol zou vertolken in de film van William Eubank. Tegelijkertijd werd bekendgemaakt dat de opnames een maand later van start zouden gaan. In maart 2017 werden ook T.J. Miller en Jessica Henwick aan het project toegevoegd.
De opnames vonden plaats in New Orleans.

### Ontvangst
De film ontving gemengde kritieken op zowel Rotten Tomatoes waar het 46% negatieve reviews ontving, gebaseerd op 189 beoordelingen als op Metacritic waar de film werd beoordeeld met een metascore van 49/100, gebaseerd op 35 critici.